# Кладбище Ристимяки
Кладбище Ристимяки («Крестовый холм») — исторический некрополь в Выборге. Расположено в восточной части города, в бывшем районе Ристимяки. Адрес: Транспортная улица, д. 1.

## История
Кладбище, основанное в 1798 году, первоначально находилось в 2 верстах от города. С ростом городской территории оказалось в городской черте. Ныне считается закрытым.
В 1868 году на кладбище была перенесена, уже с новым посвящение, деревянная церковь «Всех скорбящих радость», построенная ещё в 1863 году на время ремонта Спасо-Преображенского собора. В декабре 1917 года в ходе беспорядков, связанных с провозглашением независимости Финляндии, церковь была разграблена и сожжена. Прихожанами была отстроена небольшая часовня, просуществовавшая до 1936 года.

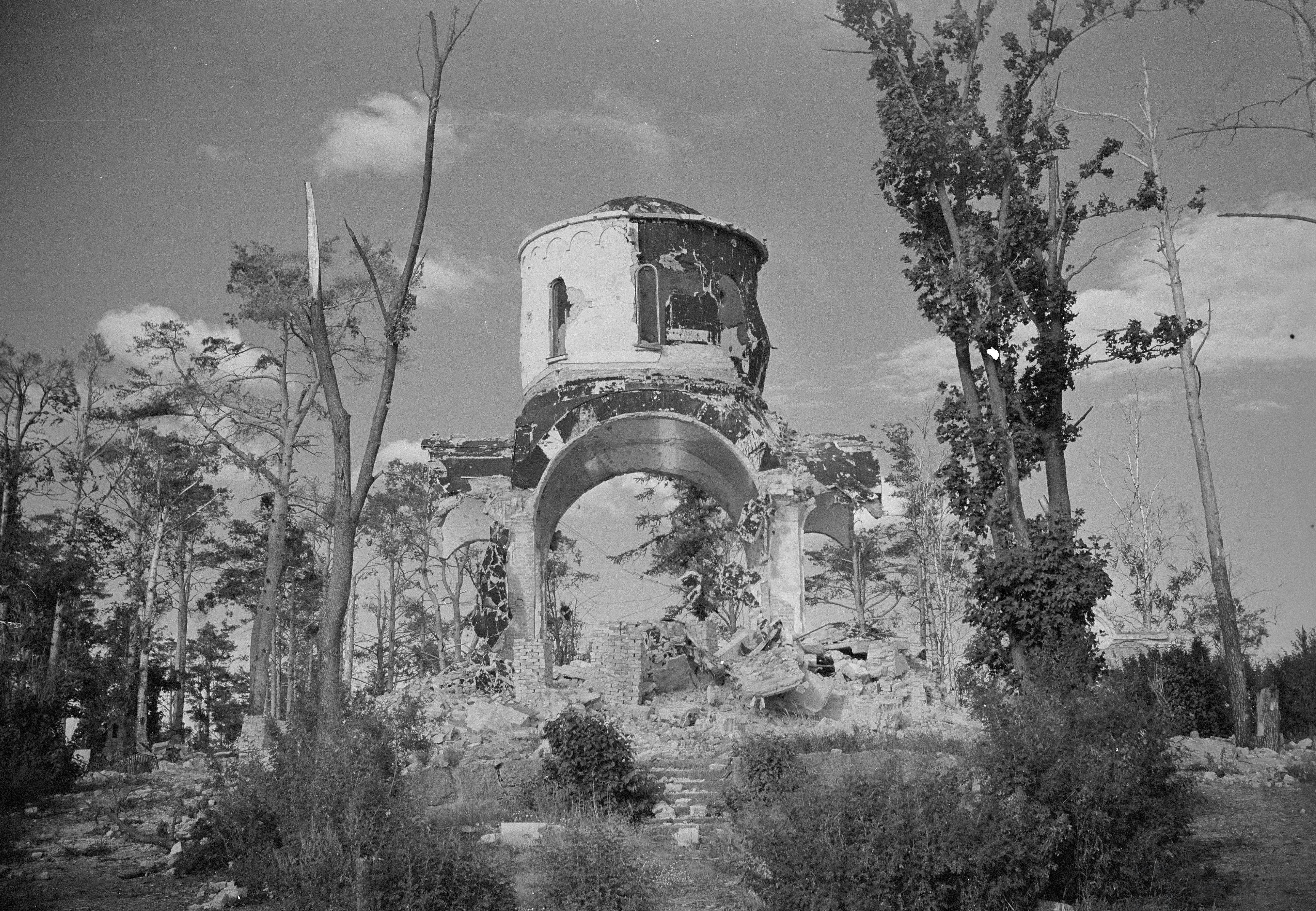
Руины церкви Всех Святых в Выборге. 1941

Отстроенная в камне только в 1935—1936 годах по проекту архитекторов Уно Ульберга и Н. А. Никулина, церковь Всех Святых была разрушена во время Великой Отечественной войны. При обороне Выборга от советских войск финскими военными на кладбище была устроена артиллерийская позиция, что повлекло интенсивные обстрелы кладбищенской территории.
Захоронения были прекращены, когда Выборг перешёл Советскому Союзу после второй советско-финской войны.
Сегодня от исторического кладбища остался лишь небольшой участок самой западной части, ранее бывший немецко-шведским, и часть греко-католического, сильно запущенные из-за отсутствия ухода. Финское приходское, православное, магометанское, иудейское исчезли полностью. За прошедшие десятилетия были повреждены или полностью разрушены все надгробные памятники. Некоторые надгробия были перевезены в Финляндию, мемориал Юхо и Марии Лаллукка, созданный скульптором Эмилем Викстремом, был перенесен на Старое кладбище Лаппеенранты в 1986 году, а надгробный памятник Матти Похдо в парк Национальной библиотеки в Хельсинки в 1988 году.

## Известные захоронения
См. категорию Похороненные на кладбище Ристимяки
На кладбище находились впечатляющие красотой убранства семейные захоронения нескольких богатых купеческих семей, таких как Аленевы, Жаваронковы, Москвины и Чусовы.
В 1918 году здесь были похоронены жертвы Выборгской резни.
На кладбище сохранились остатки внушительного семейного арочного надгробия Викстедтов, спроектированного архитектором Юханом Вийсте в 1936 году. На православном участке в 1937 году была похоронена умершая в Выборге мать Анны Вырубовой